# Topsfield (Maine)
Pour les articles homonymes, voir Topsfield.
Topsfield est une municipalité américaine située dans le comté de Washington dans l'État du Maine. Selon le recensement de 2020, sa population est de 179 habitants.

## Géographie
Topsfield est traversée par la U.S. Route 1.
|                          | Territoire non incorporé |                                      |
| Territoire non incorporé | Topsfield                | Territoire non incorporé (Codyville) |
|                          | Talmadge                 | Waite                                |

## Histoire
Topsfield est fondée en 1832 par Nehemiah Kneeland, originaire de Topsfield dans le Massachusetts. La ville devient une municipalité en 1838. Elle perd temporairement ce statut entre 1941 et 1960.